# Regiunea Anseba
Regiunea Anseba este una dintre cele 6 unități administrativ-teritoriale de gradul I ale Eritreei. Reședința sa este orașul Keren.